# Список птиц, занесённых в Красную книгу Калининградской области

Список птиц, занесённых в Красную книгу Калининградской области включает в себя 43 вида птиц, внесённых в Красную книгу Калининградской области (издание 2010 года).
Статус таксона в Красной книге Калининградской области обозначается одной из номерных категорий:
0 — вероятно исчезнувшие. Таксоны и популяции, известные ранее на территории Калининградской области, нахождение которых не подтверждено в последние 50 лет.
1 — находящиеся под угрозой исчезновения. Таксоны и популяции, численность особей которых уменьшилась до такого уровня, что в ближайшее время они могут исчезнуть с территории Калининградской области. 
2 — сокращающиеся в численности. Таксоны и популяции с неуклонно сокращающейся численностью, которые при дальнейшем воздействии факторов, снижающих численность, могут в короткие сроки попасть в категорию 1.
3 — редкие. Таксоны и популяции, которые имеют малую численность и распространены на ограниченной территории.
4 — неопределенные по статусу. Таксоны и популяции, вероятно, относящиеся к одной из предыдущих категорий, достаточных сведений о состоянии которых в настоящее время нет, либо сведения не в полной мере соответствуют установленным для категорий критериям.
Таксономия и латинские названия видов даются по Красной книге области. 
| Отряд                              | Семейство                        | Вид (Русское название)         | Латинское название       | Статус | Изображение                                                                                  |
| ---------------------------------- | -------------------------------- | ------------------------------ | ------------------------ | ------ | -------------------------------------------------------------------------------------------- |
| Поганкообразные — Podicipediformes | Поганковые — Podicipedidae       | Черношейная поганка            | Podiceps nigricollis     | 1      | Podiceps nigricollis (Marek Szczepanek)                                                      |
| Поганкообразные — Podicipediformes | Поганковые — Podicipedidae       | Серощекая поганка              | Podicepsi grisegena      | 3      | Podicepsgrisegena                                                                            |
| Аистообразные — Ciconiiformes      | Цаплевые — Ardeidae              | Малая выпь                     | Ixobrychus minutus       | 3      | 47-090506-little-bittern-at-upper-ford-near-Sigri                                            |
| Аистообразные — Ciconiiformes      | Аистовые — Ciconiidae            | Черный аист                    | Ciconia nigra            | 3      | Ciconia nigra 1 (Marek Szczepanek)                                                           |
| Гусеобразные — Anseriformes        | Утиные — Anatidae                | Пискулька                      | Anser erythropus         | 3      | Zwerggans (Anser erythropus) - Weltvogelpark Walsrode 2011                                   |
| Гусеобразные — Anseriformes        | Утиные — Anatidae                | Пеганка                        | Tadorna tadorna          | 3      | Shelduck (Tadorna tadorna) (10)                                                              |
| Гусеобразные — Anseriformes        | Утиные — Anatidae                | Белоглазый нырок               | Aythya nyroca            | 1      | Aythya nyroca 1 (Martin Mecnarowski)                                                         |
| Соколообразные — Falconiformes     | Скопиные — Pandionidae           | Скопа                          | Pandion haliaetus        | 1      | Osprey mg 9605                                                                               |
| Соколообразные — Falconiformes     | Ястребиные — Accipitridae        | Красный коршун                 | Milvus milvus            | 1      | 2011-04-17 14-16-49 Switzerland Kanton Schaffhausen Gennersbrunn                             |
| Соколообразные — Falconiformes     | Ястребиные — Accipitridae        | Чёрный коршун                  | Milvus migrans           | 2      | Black kite                                                                                   |
| Соколообразные — Falconiformes     | Ястребиные — Accipitridae        | Полевой лунь                   | Circus cyaneus           | 2      | Weibliche Kornweihe (circus cyaneus) - Spiekeroog, Nationalpark Niedersächsisches Wattenmeer |
| Соколообразные — Falconiformes     | Ястребиные — Accipitridae        | Змееяд                         | Circaetus gallicus       | 1      | Circaetus gallicus in Szeged                                                                 |
| Соколообразные — Falconiformes     | Ястребиные — Accipitridae        | Большой подорлик               | Aquila clanga            | 1      | Greater spotted eagle                                                                        |
| Соколообразные — Falconiformes     | Ястребиные — Accipitridae        | Малый подорлик                 | Aquila pomarina          | 3      | Lesser Spotted Eagle Nationalpark Bayerischer Wald 01                                        |
| Соколообразные — Falconiformes     | Ястребиные — Accipitridae        | Беркут                         | Aquila chrysaetos        | 1      | Aquila chrysaetos Flickr                                                                     |
| Соколообразные — Falconiformes     | Ястребиные — Accipitridae        | Орлан-белохвост                | Haliaeetus albicilla     | 3      | White tailed eagle                                                                           |
| Соколообразные — Falconiformes     | Соколиные — Falconidae           | Сапсан                         | Falco peregrinus         | 0-1    | Falco peregrinus tethered                                                                    |
| Журавлеобразные — Gruiformes       | Пастушковые — Rallidae           | Малый погоныш                  | Porzana parva            | 3      | Porzana parva Vlaskop cropped                                                                |
| Ржанкообразные — Charadriiformes   | Ржанковые — Charadriidae         | Золотистая ржанка              | Pluvialis apricaria      | 3      | Rohkunborri Pluvialis Apricaria                                                              |
| Ржанкообразные — Charadriiformes   | Ржанковые — Charadriidae         | Галстучник                     | Charadrius hiaticula     | 3      | Charadrius hiaticula He                                                                      |
| Ржанкообразные — Charadriiformes   | Шилоклювковые — Recurvirostridae | Шилоклювка                     | Recurvirostra avosetta   | 1      | Pied Avocet Recurvirostra avosetta                                                           |
| Ржанкообразные — Charadriiformes   | Кулики-сороки — Haematopodidae   | Кулик-сорока                   | Haematopus ostralegus    | 1      | Austernfischer01                                                                             |
| Ржанкообразные — Charadriiformes   | Бекасовые — Scolopacidae         | Фифи                           | Tringa glareola          | 1      | Tringa glareola PA021139                                                                     |
| Ржанкообразные — Charadriiformes   | Бекасовые — Scolopacidae         | Травник                        | Tringa totanus           | 3      | Rotschenkel (Tringa totanus) 01                                                              |
| Ржанкообразные — Charadriiformes   | Бекасовые — Scolopacidae         | Турухтан                       | Philomachus pugnax       | 1      | Kampfläufer Gefieder putzend                                                                 |
| Ржанкообразные — Charadriiformes   | Бекасовые — Scolopacidae         | Чернозобик (балтийский подвид) | Calidris alpina schinzii | 1      | Calidris alpina - Correlimos comun - Santa Pola 2013                                         |
| Ржанкообразные — Charadriiformes   | Бекасовые — Scolopacidae         | Большой кроншнеп               | Numenius arquata         | 1      | Curlew (Numenius arquata) (12)                                                               |
| Ржанкообразные — Charadriiformes   | Бекасовые — Scolopacidae         | Большой веретенник             | Limosa limosa            | 1      | Aguja colinegra (Limosa limosa) (5165354982)                                                 |
| Ржанкообразные — Charadriiformes   | Чайковые — Laridae               | Малая чайка                    | Larus minutus            | 3      | Bird Yyterin lietteet 4                                                                      |
| Ржанкообразные — Charadriiformes   | Чайковые — Laridae               | Малая крачка                   | Sterna albifrons         | 3      | Charrancito Sternula albifrons 8                                                             |
| Голубеобразные — Columbiformes     | Голубиные — Columbidae           | Клинтух                        | Columba oenas            | 3      | ColumbaOenas                                                                                 |
| Совообразные — Strigiformes        | Совиные — Strigidae              | Филин                          | Bubo bubo                | 1      | Bubo bubo 1 (Martin Mecnarowski)                                                             |
| Совообразные — Strigiformes        | Совиные — Strigidae              | Мохноногий сыч                 | Aegolius funereus        | 3      | Aegolius funereus 1388020                                                                    |
| Совообразные — Strigiformes        | Совиные — Strigidae              | Домовый сыч                    | Athene noctua            | 3      | Athene noctua (cropped)                                                                      |
| Совообразные — Strigiformes        | Сипуховые — Tytonidae            | Сипуха                         | Tyto alba                | 3      | Barn Owl West Acre 1                                                                         |
| Ракшеобразные — Coraciiformes      | Сизоворонковые — Coraciidae      | Сизоворонка                    | Coracias garrulus        | 1      | European roller                                                                              |
| Удодообразные — Upupiformes        | Удодовые — Upupidae              | Удод                           | Upupa epops              | 3      | Upupa con cresta aperta                                                                      |
| Дятлообразные — Piciformes         | Дятловые — Picidae               | Средний дятел                  | Dendrocopos medius       | 3      | Tamme-kirjurähn                                                                              |
| Воробьинообразные — Passeriformes  | Трясогузковые — Motacillidae     | Полевой конёк                  | Anthus campestris        | 3      | AnthusCampestris cropped                                                                     |
| Воробьинообразные — Passeriformes  | Сорокопутовые — Laniidae         | Серый сорокопут                | Lanius excubitor         | 3      | Lanius excubitor 1 (Marek Szczepanek)                                                        |
| Воробьинообразные — Passeriformes  | Славковые — Sylviidae            | Вертлявая камышовка            | Acrocephalus paludicola  | 1      | Acrocephalus paludicola 2 by-dpc                                                             |
| Воробьинообразные — Passeriformes  | Овсянковые — Emberizidae         | Просянка                       | Emberiza calandra        | 2      | CornBunting02                                                                                |
| Воробьинообразные — Passeriformes  | Овсянковые — Emberizidae         | Садовая овсянка                | Emberiza hortulana       | 2      | Strnádka záhradná (Emberiza hortulana)                                                       |